# Bob Jessop
Bob Jessop (nascut el 3 de març de 1946) és un acadèmic i escriptor britànic que ha publicat extensament sobre teoria de l'Estat i economia política. Actualment és professor distingit de sociologia en la Universitat de Lancaster.
La principal contribució de Jessop a la teoria de l'Estat és tractar-lo no com una entitat sinó com una relació social amb efectes estratègics diferencials. Això significa que l'Estat no és una cosa amb una propietat fixa i essencial, com un coordinador neutral de diferents interessos socials, un actor corporatiu autònom amb els seus propis objectius i interessos burocràtics, o el "comitè executiu de la burgesia", com sovint descriuen els pluralistes, elitistes / estatistes i marxistes convencionals respectivament. Per contra, el que determina essencialment a l'Estat és la naturalesa de les relacions socials més àmplies en les quals està situat, especialment l'equilibri de les forces socials.
L'Estat pot entendre's així de la següent manera: Primer, l'estat té variades naturaleses, aparells i límits d'acord amb els seus desenvolupaments històrics i geogràfics, així com les seves conjuntures específiques. Un d'aquests aparells són els projectes estatals que inclouen un mecanisme anomenat per Jessop selectivitat estructural. Afirma que les estructures estatals "ofereixen oportunitats desiguals a diferents forces dins i fora d'aquest estat per a actuar amb diferents propòsits polítics".
No obstant això, hi ha un límit estratègic per a aquesta variació, imposada per l'equilibri de forces donat en un temps i espai específics. Per tant, en segon lloc, l'Estat té efectes diferencials en diverses estratègies polítiques i econòmiques d'una manera que alguns són més privilegiats que uns altres, però al mateix temps, és la interacció entre aquestes estratègies el que resulta en tal exercici del poder estatal. Aquest enfocament es diu "estratègic-relacional" i pot considerar-se com una extensió creativa i el desenvolupament del concepte de capital de Marx, no com una cosa sinó com una relació social i el concepte d'Antonio Gramsci i Nicos Poulantzas de l'Estat com una relació social, alguna cosa més que una societat política estreta.
Jessop utilitza el terme "sobirania del temps" (o "sobirania temporal") per representar el dret d'un govern a tenir a la seva disposició el temps requerit per a la presa de decisions polítiques considerades. Afirma que aquesta "sobirania del temps" està en perill ja que els governs es veuen pressionats a comprimir els seus propis cicles de presa de decisions perquè puguin realitzar intervencions més oportunes i apropiades.

## Treballs seleccionats
- The Capitalist State: Marxist Theories and Methods, Oxford: Blackwell 1982.
- Nicos Poulantzas: Marxist Theory and Political Strategy, London: Macmillan 1985.
- Thatcherism: a Tale of Two Nations, Cambridge: Polity (co-autors—Kevin Bonnett, Simon Bromley, Tom Ling) 1988.
- State Theory: Putting the Capitalist State in Its Place, Cambridge: Polity 1990.
- The Future of the Capitalist State, Cambridge: Polity 2002.
- Beyond the Regulation Approach Putting Capitalist Economies in their Place (co-escrit amb Ngai-Ling Sum) Cheltenham: Edward Elgar 2006. Guanyadora del premi Gunnar Myrdal Prize concedit per la European Association for Evolutionary Political Economy pel millor llibre publicat el 2006 en línia amb la seva visió i objectius.
- State Power: A Strategic-Relational Approach, Cambridge: Polity 2007.
- Towards A Cultural Political Economy. Putting Culture in its Place in Political Economy, Cheltenham: Edward Elgar 2014.
- The State. Past, Present, Future, Cambridge: Polity 2016.